# Pardelgenette
Die Pardelgenette (Genetta pardina, englisch West African Large-spotted Genet) ist eine Raubtierart aus der Familie der Schleichkatzen (Gattung Ginsterkatzen). Sie lebt in Westafrika und gilt als ungefährdet.

## Merkmale
Genetta pardina ist eine kräftig gebaute Ginsterkatze mit kurzem, rauem Fell. Dieses ist oberseits gelblichgrau bis blass oder sandgrau gefärbt. Die breite, dunkle Linie auf der Rückenmitte (Aalstrich) beginnt hinter den Schultern und reicht bis zur Schwanzwurzel, ein „Rückenkamm“ fehlt. Die Rückenflecken sind dunkelbraun oder rötlich, länglich, kantig und von dunklen Ringen begrenzt. Die Flecken der beiden oberen Reihen sind relativ gleichmäßig angeordnet und etwa so breit wie der Aalstrich, nach unten werden die Flecken kleiner und unregelmäßiger. Das Gesicht trägt eine klar abgrenzte dunkle Maske zwischen hellen Zeichnungselementen. Der Schwanz weist 6–7 helle Ringel auf, die sich mit deutlich breiteren dunklen Streifen abwechseln, die Schwanzspitze ist hell. Für die Kopf-Rumpf-Länge werden 41–55,3 cm für Männchen und 41–53 cm für Weibchen angegeben. Die Schwanzlänge beträgt 39–49 cm bei Männchen und 42–45 cm bei Weibchen, das Gewicht kann bis zu 3,1 kg betragen.

## Verbreitung und Lebensräume

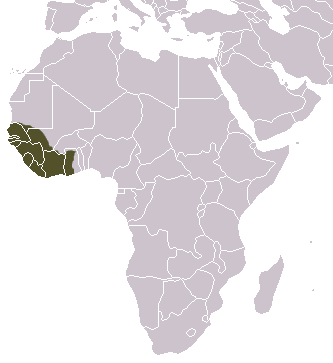
Verbreitungsgebiet von Genetta pardina

Das Verbreitungsgebiet der Pardelgenette erstreckt sich vom Senegal und Mali über Gambia, Guinea, Guinea-Bissau, Sierra Leone, Liberia und die Elfenbeinküste nach Ghana und Burkina Faso. Der Verlauf des östlichen Arealrandes ist unklar.
Als Lebensräume dienen primäre und sekundäre Regenwälder, Galeriewälder und feuchte Savannen. Auch verbuschte Bereichen („bushland“), Forst-Plantagen und Ortsränder werden bewohnt.

## Lebensweise
Die Lebensweise ist weitgehend unbekannt. Pardelgenetten ernähren sich vermutlich von Nagetieren, Wirbellosen und Früchten. Die Tiere sind wahrscheinlich nachtaktiv.

## Gefährdung
Aufgrund der relativ weiten Verbreitung und des Vorkommens in unterschiedlichen Habitaten stuft die IUCN die Pardelgenette als ungefährdet („least concern“) ein. Aufgrund des hohen Jagddrucks („bushmeat“) auf die im Gebiet lebenden Ginsterkatzen kann eine Neubewertung notwendig werden.